# TT Assen 1998
De TT van Assen 1998 was de zevende race van het wereldkampioenschap wegrace-seizoen 1998. De race werd verreden van 25 tot 27 juni 1998 op het TT-Circuit Assen nabij Assen, Nederland. De race werd traditioneel op de laatste zaterdag van juni verreden.

## Uitslag

### 500 cc
| Pos     | Nr | Rijder                   | Constructeur | Rondes | Tijd                | Grid | Punten |
| ------- | -- | ------------------------ | ------------ | ------ | ------------------- | ---- | ------ |
| 1       | 1  | Mick Doohan              | Honda        | 20     | 41:17.788           | 1    | 25     |
| 2       | 6  | Max Biaggi               | Honda        | 20     | +0.560              | 4    | 20     |
| 3       | 11 | Simon Crafar             | Yamaha       | 20     | +1.151              | 2    | 16     |
| 4       | 9  | Alex Barros              | Honda        | 20     | +5.151              | 6    | 13     |
| 5       | 8  | Carlos Checa             | Honda        | 20     | +13.827             | 5    | 11     |
| 6       | 4  | Àlex Crivillé            | Honda        | 20     | +21.256             | 9    | 10     |
| 7       | 3  | Nobuatsu Aoki            | Suzuki       | 20     | +28.877             | 8    | 9      |
| 8       | 2  | Tadayuki Okada           | Honda        | 20     | +33.544             | 11   | 8      |
| 9       | 55 | Régis Laconi             | Yamaha       | 20     | +44.870             | 19   | 7      |
| 10      | 17 | Jurgen van den Goorbergh | Honda        | 20     | +48.118             | 12   | 6      |
| 11      | 18 | Garry McCoy              | Honda        | 20     | +1:11.257           | 16   | 5      |
| 12      | 10 | Kenny Roberts jr.        | Modenas KR3  | 20     | +1:30.137           | 14   | 4      |
| 13      | 23 | Matt Wait                | Honda        | 20     | +1:39.885           | 21   | 3      |
| 14      | 88 | Scott Smart              | Honda        | 20     | +2:49.856           | 22   | 2      |
| 15      | 26 | Bernard Garcia           | Honda        | 20     | +3:02.687           | 20   | 1      |
| DNF     | 5  | Norifumi Abe             | Yamaha       | 16     | Uitgevallen         | 3    |        |
| DNF     | 15 | Sete Gibernau            | Honda        | 16     | Uitgevallen         | 13   |        |
| DNF     | 20 | Luca Cadalora            | Suzuki       | 9      | Ongeluk             | 7    |        |
| DNF     | 14 | Juan Borja               | Honda        | 9      | Ongeluk             | 17   |        |
| DNF     | 16 | Jean-Philippe Ruggia     | MuZ          | 5      | Uitgevallen         | 15   |        |
| DNS     | 28 | Ralf Waldmann            | Modenas KR3  | 0      | Niet gestart        | 10   |        |
| DNS     | 19 | John Kocinski            | Honda        | 0      | Niet gestart        | 18   |        |
| DNQ     | 57 | Fabio Carpani            | Honda        | 0      | Niet gekwalificeerd |      |        |
| Verslag |    |                          |              |        |                     |      |        |

### 250 cc
| Pos     | Nr | Rijder               | Constructeur | Rondes | Tijd                | Grid | Punten |
| ------- | -- | -------------------- | ------------ | ------ | ------------------- | ---- | ------ |
| 1       | 46 | Valentino Rossi      | Aprilia      | 18     | 38:31.905           | 3    | 25     |
| 2       | 11 | Jürgen Fuchs         | Aprilia      | 18     | +19.184             | 4    | 20     |
| 3       | 6  | Haruchika Aoki       | Honda        | 18     | +19.516             | 5    | 16     |
| 4       | 8  | Luis d'Antin         | Yamaha       | 18     | +21.682             | 22   | 13     |
| 5       | 5  | Tohru Ukawa          | Honda        | 18     | +21.721             | 6    | 11     |
| 6       | 27 | Sebastián Porto      | Aprilia      | 18     | +21.927             | 9    | 10     |
| 7       | 7  | Takeshi Tsujimura    | Yamaha       | 18     | +22.084             | 11   | 9      |
| 8       | 24 | Jason Vincent        | TSR-Honda    | 18     | +27.290             | 18   | 8      |
| 9       | 37 | Luca Boscoscuro      | TSR-Honda    | 18     | +33.444             | 16   | 7      |
| 10      | 44 | Roberto Rolfo        | TSR-Honda    | 18     | +37.467             | 12   | 6      |
| 11      | 12 | Noriyasu Numata      | Suzuki       | 18     | +42.228             | 13   | 5      |
| 12      | 9  | Jeremy McWilliams    | TSR-Honda    | 18     | +42.659             | 14   | 4      |
| 13      | 20 | William Costes       | Honda        | 18     | +50.841             | 17   | 3      |
| 14      | 47 | Ivan Clementi        | Yamaha       | 18     | +52.029             | 23   | 2      |
| 15      | 16 | Johan Stigefelt      | Suzuki       | 18     | +53.759             | 21   | 1      |
| 16      | 25 | Yasumasa Hatakeyama  | ERP-Honda    | 18     | +1:08.503           | 20   |        |
| 17      | 14 | Davide Bulega        | ERP-Honda    | 18     | +1:08.716           | 19   |        |
| 18      | 76 | Jarno Janssen        | Honda        | 18     | +1:21.462           | 25   |        |
| 19      | 75 | Maurice Bolwerk      | Honda        | 18     | +1:21.546           | 24   |        |
| 20      | 78 | Rudie Markink        | Honda        | 18     | +1:44.511           | 26   |        |
| 21      | 77 | André Romein         | Honda        | 18     | +2:11.041           | 27   |        |
| DNF     | 17 | José Luis Cardoso    | Yamaha       | 12     | Ongeluk             | 15   |        |
| DNF     | 65 | Loris Capirossi      | Aprilia      | 9      | Uitgevallen         | 1    |        |
| DNF     | 31 | Tetsuya Harada       | Aprilia      | 8      | Uitgevallen         | 2    |        |
| DNF     | 19 | Olivier Jacque       | Honda        | 4      | Ongeluk             | 7    |        |
| DNF     | 4  | Stefano Perugini     | Honda        | 4      | Ongeluk             | 8    |        |
| DNS     | 18 | Osamu Miyazaki       | Yamaha       | 0      | Niet gestart        | 10   |        |
| DNQ     | 79 | Henk van de Lagemaat | Honda        | 0      | Niet gekwalificeerd |      |        |
| DNQ     | 41 | Federico Gartner     | Aprilia      | 0      | Niet gekwalificeerd |      |        |
| Verslag |    |                      |              |        |                     |      |        |

### 125 cc
| Pos     | Nr | Rijder                | Constructeur | Rondes | Tijd                | Grid | Punten |
| ------- | -- | --------------------- | ------------ | ------ | ------------------- | ---- | ------ |
| 1       | 13 | Marco Melandri        | Honda        | 17     | 38:27.391           | 6    | 25     |
| 2       | 4  | Kazuto Sakata         | Aprilia      | 17     | +0.028              | 1    | 20     |
| 3       | 3  | Tomomi Manako         | Honda        | 17     | +9.626              | 3    | 16     |
| 4       | 10 | Lucio Cecchinello     | Honda        | 17     | +10.331             | 8    | 13     |
| 5       | 5  | Masaki Tokudome       | Aprilia      | 17     | +10.410             | 2    | 11     |
| 6       | 32 | Mirko Giansanti       | Honda        | 17     | +10.425             | 4    | 10     |
| 7       | 15 | Roberto Locatelli     | Honda        | 17     | +10.700             | 7    | 9      |
| 8       | 9  | Frédéric Petit        | Honda        | 17     | +11.417             | 12   | 8      |
| 9       | 22 | Steve Jenkner         | Aprilia      | 17     | +14.678             | 10   | 7      |
| 10      | 20 | Masao Azuma           | Honda        | 17     | +24.158             | 5    | 6      |
| 11      | 23 | Gino Borsoi           | Aprilia      | 17     | +25.011             | 14   | 5      |
| 12      | 41 | Youichi Ui            | Yamaha       | 17     | +30.265             | 13   | 4      |
| 13      | 52 | Hiroyuki Kikuchi      | Honda        | 17     | +30.369             | 15   | 3      |
| 14      | 26 | Ivan Goi              | Aprilia      | 17     | +33.345             | 9    | 2      |
| 15      | 39 | Jaroslav Huleš        | Honda        | 17     | +33.527             | 21   | 1      |
| 16      | 21 | Arnaud Vincent        | Honda        | 17     | +33.742             | 11   |        |
| 17      | 29 | Ángel Nieto jr.       | Aprilia      | 17     | +36.359             | 20   |        |
| 18      | 14 | Federico Cerroni      | Aprilia      | 17     | +59.159             | 19   |        |
| 19      | 17 | Juan Enrique Maturana | Yamaha       | 17     | +1:02.676           | 23   |        |
| 20      | 59 | Jerónimo Vidal        | Aprilia      | 17     | +1:02.920           | 17   |        |
| 21      | 65 | Andrea Iommi          | Honda        | 17     | +1:43.557           | 24   |        |
| 22      | 74 | Hans Koopman          | EGA Honda    | 17     | +3:53.297           | 25   |        |
| 23      | 78 | Wilhelm van Leeuwen   | Honda        | 16     | +1 ronde            | 27   |        |
| 24      | 76 | Harold de Haan        | Honda        | 16     | +1 ronde            | 28   |        |
| DNF     | 62 | Yoshiaki Katoh        | Yamaha       | 10     | Uitgevallen         | 22   |        |
| DNF     | 8  | Gianluigi Scalvini    | Honda        | 9      | Ongeluk             | 16   |        |
| DNF     | 16 | Christian Manna       | Yamaha       | 9      | Uitgevallen         | 26   |        |
| DNF     | 7  | Emilio Alzamora       | Aprilia      | 0      | Uitgevallen         | 18   |        |
| DNQ     | 77 | Ronnie Timmer         | Honda        | 0      | Niet gekwalificeerd |      |        |
| DNQ     | 75 | Wim Kroegman          | Yamaha       | 0      | Niet gekwalificeerd |      |        |
| Verslag |    |                       |              |        |                     |      |        |

## Tussenstand na wedstrijd

### 500 cc
| Pos | Nr | Rijder        | Team   | Punten |
| --- | -- | ------------- | ------ | ------ |
| 1   | 6  | Max Biaggi    | Honda  | 118    |
| 2   | 1  | Mick Doohan   | Honda  | 115    |
| 3   | 4  | Àlex Crivillé | Honda  | 113    |
| 4   | 8  | Carlos Checa  | Honda  | 106    |
| 5   | 3  | Nobuatsu Aoki | Suzuki | 56     |

### 250 cc
| Pos | Nr | Rijder          | Team    | Punten |
| --- | -- | --------------- | ------- | ------ |
| 1   | 31 | Tetsuya Harada  | Aprilia | 104    |
| 2   | 65 | Loris Capirossi | Aprilia | 90     |
| 3   | 46 | Valentino Rossi | Aprilia | 85     |
| 4   | 5  | Tohru Ukawa     | Honda   | 73     |
| 5   | 6  | Haruchika Aoki  | Honda   | 64     |

### 125 cc
| Pos | Nr | Rijder            | Team    | Punten |
| --- | -- | ----------------- | ------- | ------ |
| 1   | 4  | Kazuto Sakata     | Aprilia | 131    |
| 2   | 13 | Marco Melandri    | Honda   | 97     |
| 3   | 3  | Tomomi Manako     | Honda   | 97     |
| 4   | 10 | Lucio Cecchinello | Honda   | 66     |
| 5   | 20 | Masao Azuma       | Honda   | 65     |

1925 · 1926 · 1927 · 1928 · 1929 · 1930 · 1931 · 1932 · 1933 · 1934 · 1935 · 1936 · 1937 · 1938 · 1939 · 1940–1945 · 1946 · 1947 · 1948 · 1949 · 1950 · 1951 · 1952 · 1953 · 1954 · 1955 · 1956 · 1957 · 1958 · 1959 · 1960 · 1961 · 1962 · 1963 · 1964 · 1965 · 1966 · 1967 · 1968 · 1969 · 1970 · 1971 · 1972 · 1973 · 1974 · 1975 · 1976 · 1977 · 1978 · 1979 · 1980 · 1981 · 1982 · 1983 · 1984 · 1985 · 1986 · 1987 · 1988 · 1989 · 1990 · 1991 · 1992 · 1993 · 1994 · 1995 · 1996 · 1997 · 1998 · 1999 · 2000 · 2001 · 2002 · 2003 · 2004 · 2005 · 2006 · 2007 · 2008 · 2009 · 2010 · 2011 · 2012 · 2013 · 2014 · 2015 · 2016 · 2017 · 2018 · 2019 · 2021 · 2022 · 2023 · 2024 · 2025